# Больше, чем игра (фильм, 2008, США)
Больше, чем игра (англ. More than a Game ) — американский документальный фильм 2008 года о восхождении суперзвезды НБА ЛеБроне Джеймсе и о его четырёх товарищах по школьной баскетбольной команде из Акрона (Огайо). 
Трейлер фильма был выпущен в апреле на песню Мэри Джей Блайдж «Stronger», которую она выпустила в поддержку фильма. 28 сентября 2009 года был выпущен саундтрек к фильму «Music Inspired by More Than a Game». Фильм впервые был показан на Кинофестивале в Торонто. 2 октября 2009 года вышла ограниченная театральная версия фильма.

## В ролях

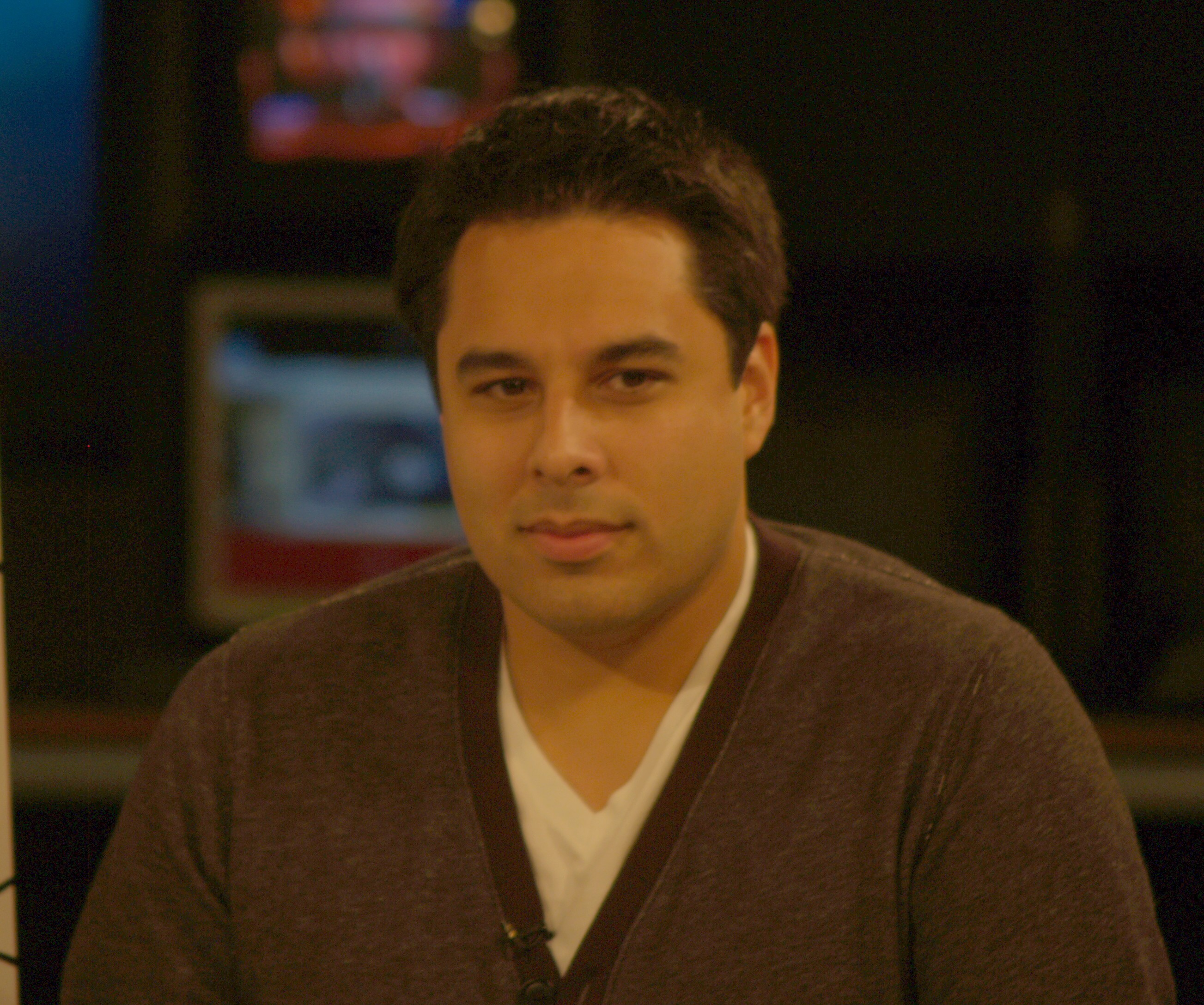
Режиссёр фильма Кристофер Бельман, 2009 год

- ЛеБрон Джеймс — в роли себя
- Дрю Джойс III — в роли себя
- Ромео Трэвис — в роли себя
- Сиан Коттон — в роли себя
- Уилли МакГи — в роли себя
- тренер Дрю Джойс II — в роли себя

## Сюжет
Фильм рассказывает о 5 молодых баскетболистах школьной баскетбольной команды — ЛеБроне Джеймсе, Дрю Джойсе III, Ромео Трэвисе, Сиане Коттоне и Уилли МакГи — и их тренере Дрю Джойсе II, выступающих в лиге AAU (Любительский спортивный союз),  и их растущей славе. Начиная с их десятилетнего возраста, фильм повествует об их невероятной поездке, когда неизвестная команда из Огайо поднимается до вершин молодёжного баскетбола США.

## Саундтрек

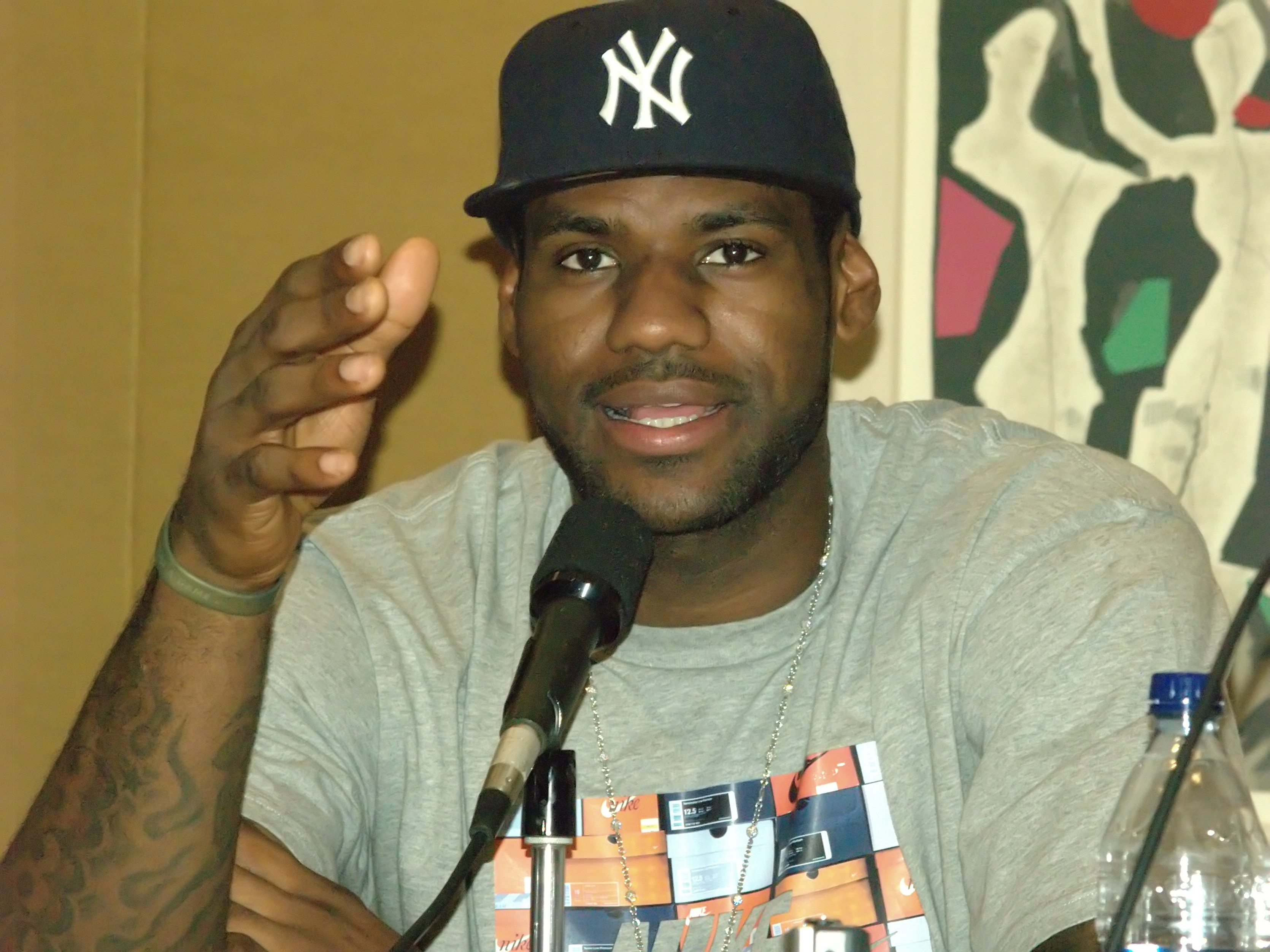
Джеймс на пресс-конференции, посвящённой фильму

Музыка, главным образом, написана Эй-Джейем Майтоном и Джоном Колвиллом. Исполнительный продюсер фильма Харви Мэйсон-младший также является исполнительным продюсером альбома саундтреков «Music Inspired by More Than a Game». Альбом выпущен 28 сентября 2009 года в Великобритании и 29 сентября в США. Запись проходила на «Interscope Records» и «Zone 4». Продюсерами проекта стали многие музыканты, включая Boi-1da, Даниеллу Райну, Polow da Don и Джерома Хармона.
В саундтреке использованы песни таких исполнителей, как Эстер Дин, Дрейк, T.I., Мэри Джей Блайдж, Jay-Z и Soulja Boy. Альбом также включает дополнительные вокальные и рэп исполнения от Криса Брауна, Канье Уэста, Лила Уэйна, Эминема, Тони Брэкстон, Джоджо, Джордин Спаркс, Ya Boy, Омариона и Фейт Эванс. Многие песни были выпущены как синглы. Сингл Мэри Джей Блайдж «Stronger» был выпущен 4 августа 2009 года в поддержку фильма. Песня Эстер Дина (при участии Криса Брауна) «Drop It Low» была выпущена как сингл 9 августа, пока «Forever» Дрейка (при участии Канье Уэста, Лила Уэйна и Эминема) была выпущена 15 сентября.